# 中国工农红军第十三军 (浙南)
中国工农红军第十三军，简称红十三军，中国工农红军地方部队之一。

## 概述
1928年开始，在中国共产党的领导下，浙南地区的永嘉县、瑞安县、平阳县、乐清县、泰顺县、遂安县、仙居县等地先后爆发了多起大规模的农民武装暴动，在此基础上产生多支红军游击队。1930年3月上旬，中共中央军委派胡公冕、刘蜚雄、金国祥等前往永嘉，成立浙南红军游击总指挥部，胡公冕任总指挥，刘蜚雄任参谋长，下辖3个支队，共400余人。
1930年5月初，根据中央军委指示，浙南红军游击队在永嘉枫林统一编为中国工农红军第十三军（简称红十三军），由中共中央军委统一指挥，军长胡公冕，政委金贯真，政治部主任陈文杰，军部设在永嘉县楠溪乡五尺村。军部建立后，以永嘉西楠溪30多支红军游击队整编为红一团，团长雷高升，政治委员金国祥，下辖3个大队、3个直属游击队及1个补充营，官兵3200人。以台州温岭县坞根游击队为基础，改编为红二团，团长柳苦民，政治委员杨敬燮，下辖3个游击大队、1个直属特务队及天台游击队。红三团由永康、缙云、仙居的红军游击队改编而成，团长程仁谟，政治委员楼其团，政治部主任宋桓，下辖3个大队、1个中队。红十三军全盛时有6000余人。
1930年5月，蒋介石下令成立苏浙皖三省“剿匪”总指挥部，调遣重兵对红十三军各部队展开大规模清剿，并对红军主要地区进行大规模烧杀。在国民政府当局优势兵力的进攻下，红十三军遭受了严重损失，部队大部分被打散，军长胡公冕及军部外来干部杨波等先后转移到上海，一部分在永嘉、仙居、黄岩边境坚持，分散进行游击战；另一部分分散隐蔽，等待时机。1932年5月“岩头事件”后，红十三军彻底解体。1935年，红十三军余部加入粟裕、刘英领导的中国工农红军挺进师。

## 战斗序列

### 浙南红军游击队
1930年3月，浙南红军游击队时期
- 浙南红军游击总指挥部总指挥：胡公冕
- 参谋长：刘蜚雄
- 政治工作：王国桢、李振声
- 经济工作：金国祥
  - 第一支队支队长：雷高升
  - 第二支队支队长：胡协和
  - 第三支队支队长：谢文侯
  - 直属队队长：胡衍真

### 中国工农红军第十三军
1930年5月至10月，中国工农红军第十三军时期
- 军长：胡公冕（后陈文杰）
- 政治委员：金贯真（后严朴、潘心元）
- 政治部主任：陈文杰 
  - 第一团：团长雷高升、政委金国祥
  - 第二团：团长柳苦民（后杨敬燮）、政委程顺昌（后叶勉秀、赵裕平）
    - 楚门游击大队：大队长应保寿

  - 第三团：团长程仁谟、政委楼其团